# Българи в Сирия
Българите в Сирия са около 1500 души, по-голямата част от които са българки, омъжени за местни граждани, като техните деца са с двойно гражданство. След започването на Гражданската война в Сирия през 2011 година повечето българки, техните деца и сирийски съпрузи напускат страната в посока България.

## Култура
През 2008 година в Дамаск е открит Български културен център, при откриването присъства българският външен министър Ивайло Калфин, който е посрещнат с хляб и сол от около 100-тина българи живеещи в сирийската столица.
Дружества
Български дружества са: Дружество „Българка“ – Дамаск (от 1974), Дружество „Приятели на България“ - Халеб (от 2006).
Училища
- Българско училище към посолството на България (от 2002)